# Častá
Častá (prononciation slovaque : [ˈt͡ʃastaː], allemand : Schattmannsdorf, hongrois : Cseszte [ˈt͡ʃɛstɛ]) est un village de Slovaquie situé dans la région de Bratislava. Il est connu pour abriter le château de Červený Kameň.

## Histoire
Première mention écrite du village en 1240.

## Démographie

### Évolution de la population
| Année:               | 1994. | 2004.   | 2014.   | 2024.   |
| -------------------- | ----- | ------- | ------- | ------- |
| Nombre de personnes: | 1948  | 2094    | 2212    | 2419    |
| Différence:          |       | +7,49 % | +5,63 % | +9,35 % |

| Année:               | 2023. | 2024.   |
| -------------------- | ----- | ------- |
| Nombre de personnes: | 2396  | 2419    |
| Différence:          |       | +0,95 % |